# Bahnhof Nopporo
Der Bahnhof Nopporo (jap. 野幌駅, Nopporo-eki) ist ein Bahnhof auf der japanischen Insel Hokkaidō. Er befindet sich in der Unterpräfektur Ishikari auf dem Gebiet der Stadt Ebetsu.

## Verbindungen
Nopporo ist ein Durchgangsbahnhof und früherer Trennungsbahnhof an der Hakodate-Hauptlinie von Sapporo nach Asahikawa, der wichtigsten Bahnstrecke Hokkaidōs. Sie wird von der Gesellschaft JR Hokkaido betrieben. Regionalzüge zwischen Sapporo und Iwamizawa verkehren nach einem dichten, S-Bahn-ähnlichen Fahrplan. Hinzu kommen regelmäßig verkehrende Eilzüge mit der Bezeichnung Ishikari Liner von Otaru über Teine und Sapporo nach Iwamizawa. Seit der Stilllegung der abzweigenden Yūbari-Bahnlinie halten hier keine Schnellzüge mehr.
Beidseits des Bahnhofs befinden sich kleine Busterminals, die von mehreren Linien bedient werden. Während Hokkaidō Chūō Bus den westlichen und Yūbari Tetsudō den östlichen anfährt, nutzt JR Hokkaidō Bus beide Terminals.

## Anlage
Der Bahnhof ist von Südwesten nach Nordosten ausgerichtet und besitzt zwei Gleise, die auf einem Viadukt verlaufen. Beide Gleise dienen dem Personenverkehr und liegen an überdachten Seitenbahnsteigen. Das Erdgeschoss des Empfangsgebäudes enthält verschiedene Läden und dient als Verteilerebene zwischen den Bahnhofsvorplätzen. Die Bahnsteige auf der zweiten Ebene sind über Treppen und Rolltreppen erreichbar.

## Bilder

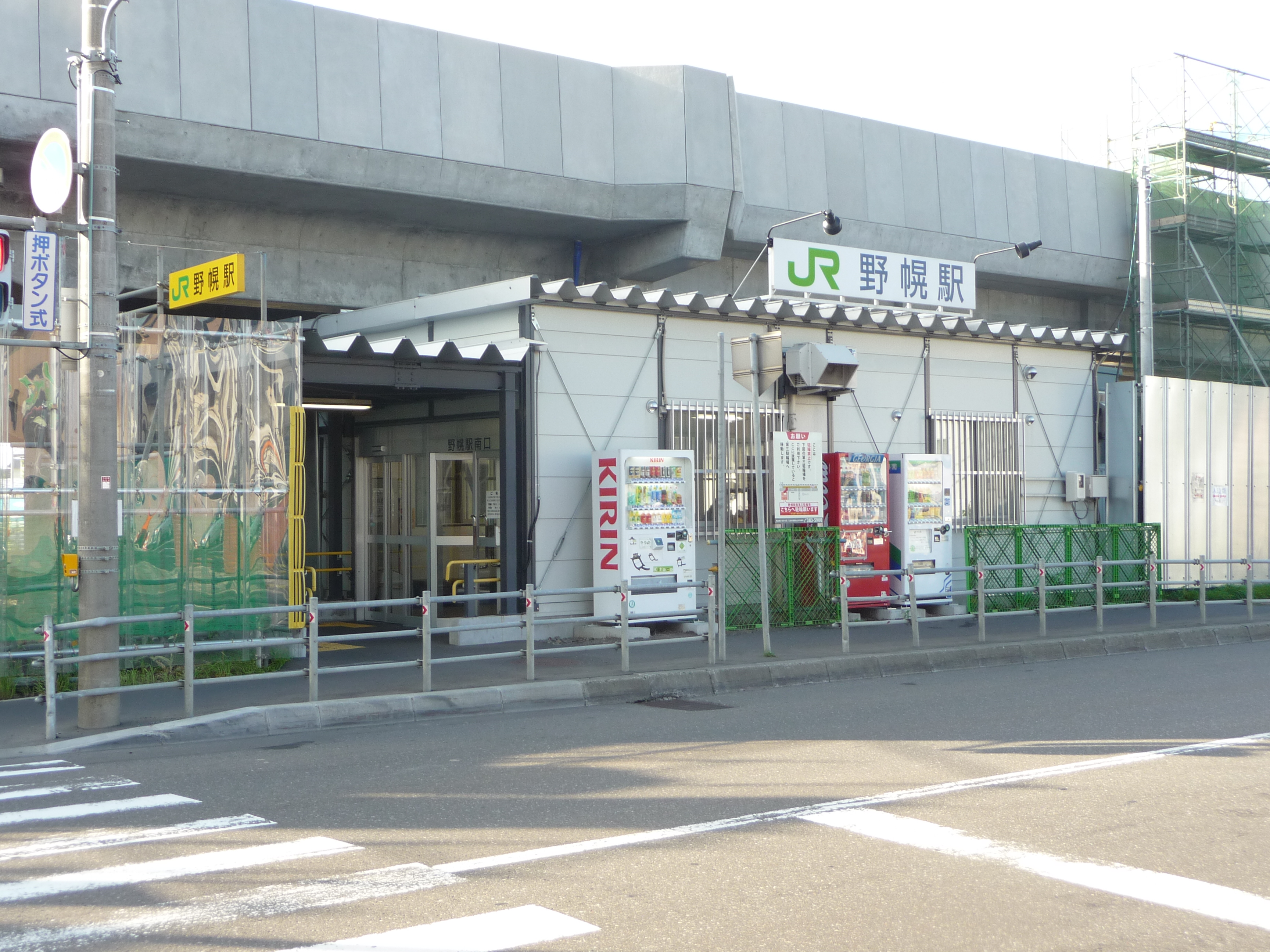
Eingangsbereich
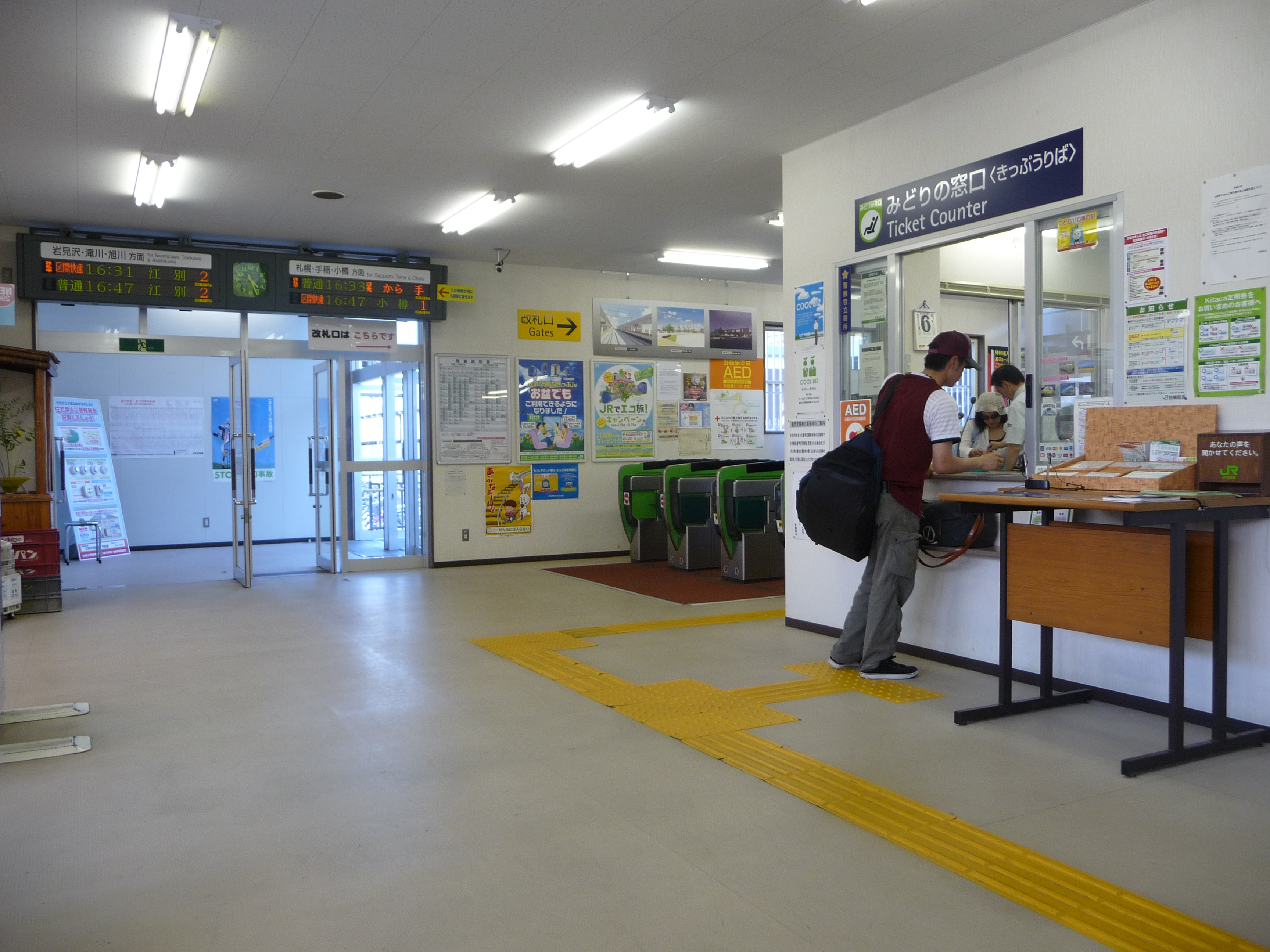
Schalterhalle
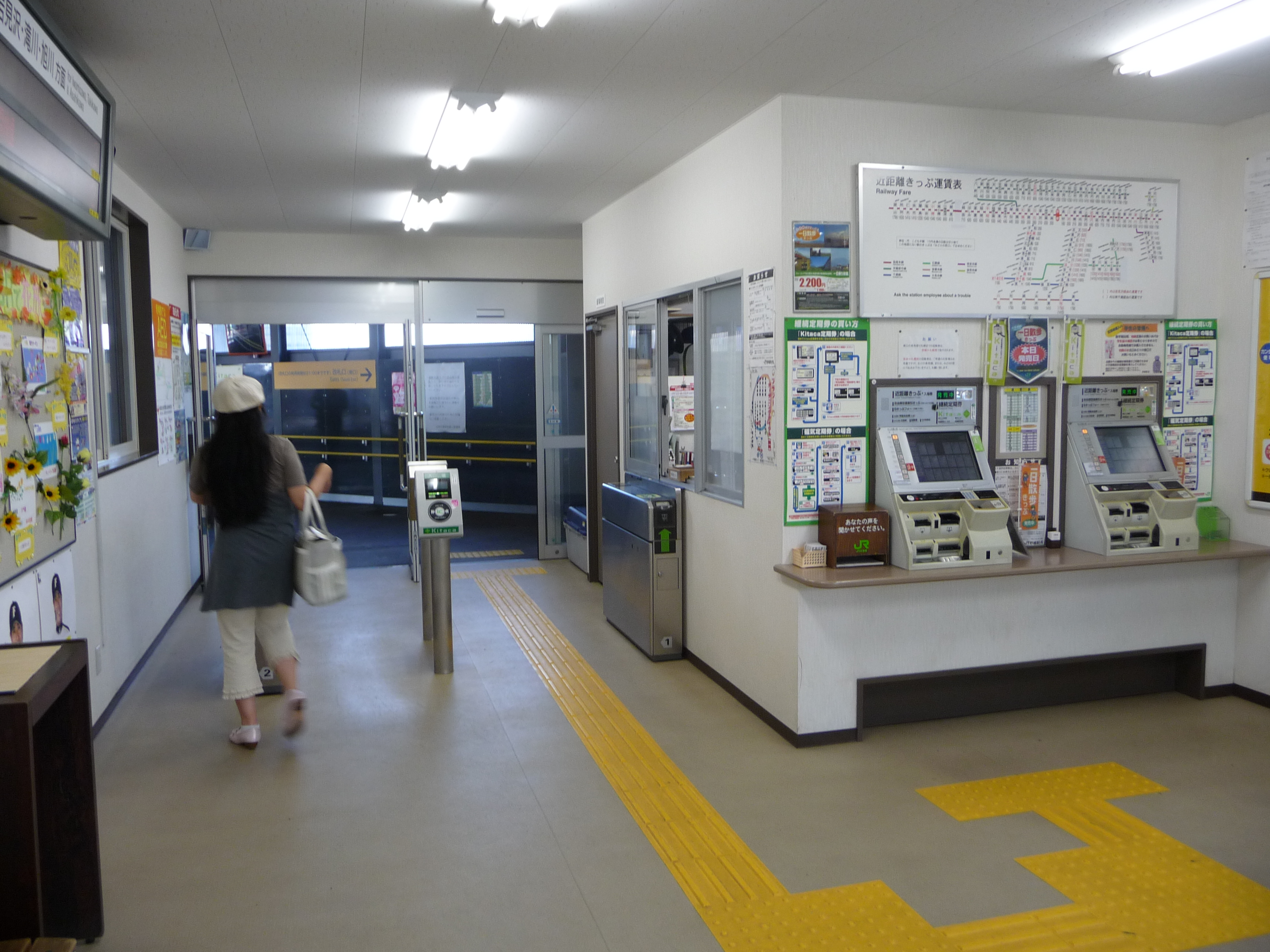
Bahnsteigsperren
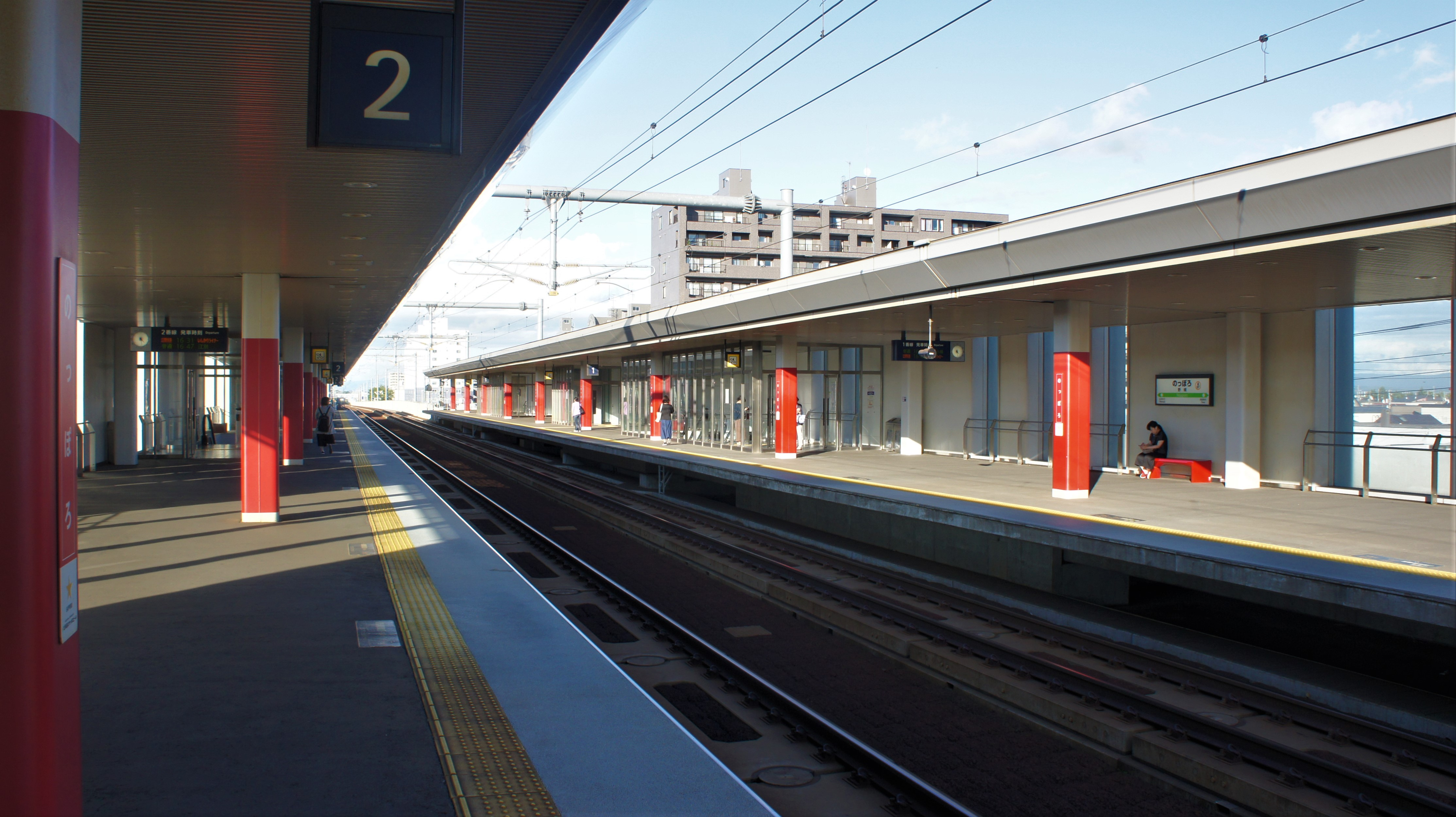
Bahnsteige
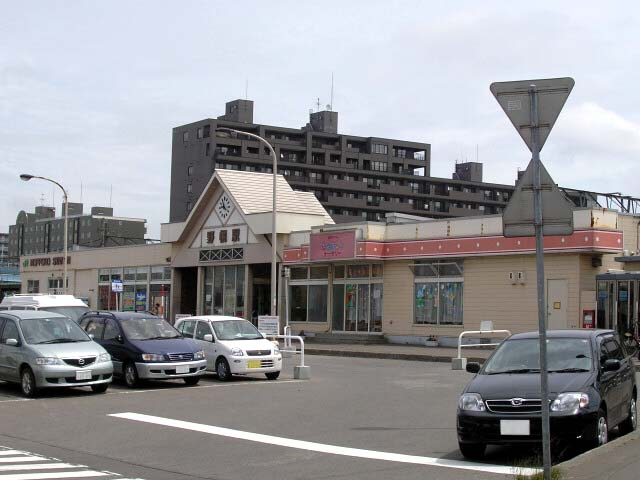
Nordausgang des alten Bahnhofsgebäudes

## Linien
| Verlauf der Hakodate-Hauptlinie |
| --- |
| Hakodate • Goryōkaku • Kikyō • Ōnakayama • Nanae • Shin-Hakodate-Hokuto • Niyama • Ōnuma • Ōnumakōen • Akaigawa • Komagatake • Mori • Katsuragawa • Ishiya • Hon-Ishikura • Ishikura • Otoshibe • Nodaoi • Yamakoshi • Yakumo • Washinosu • Yamasaki • Kuroiwa • Kita-Toyotsu • Kunnui • Oshamambe • Futamata • Warabitai • Kuromatsunai • Neppu • Mena • Rankoshi • Konbu • Niseko • Hirafu • Kutchan • Kozawa • Ginzan • Shikaribetsu • Niki • Yoichi • Ranshima • Shioya • Otaru • Minami-Otaru • Otaru-Chikkō • Asari • Zenibako • Hoshimi • Hoshioki • Inaho • Teine • Inazumikōen • Hassamu • Hassamuchūō • Kotoni • Sōen • Sapporo • Naebo • Shiroishi • Atsubetsu • Shinrinkōen • Ōasa • Nopporo • Takasago • Ebetsu • Toyohoro • Horomui • Kami-Horomui • Iwamizawa • Minenobu • Kōshunai • Bibai • Chashinai • Naie • Toyonuma • Sunagawa • Takikawa • Ebeotsu • Moseushi • Fukagawa • Osamunai • Chikabumi • Asahikawa Sawara-Zweigstrecke: Ōnuma • Chōshiguchi • Shikabe • Oshima-Numajiri • Oshima-Sawara • Kakarima • Oshironai • Higashi-Mori • Mori |

## Geschichte

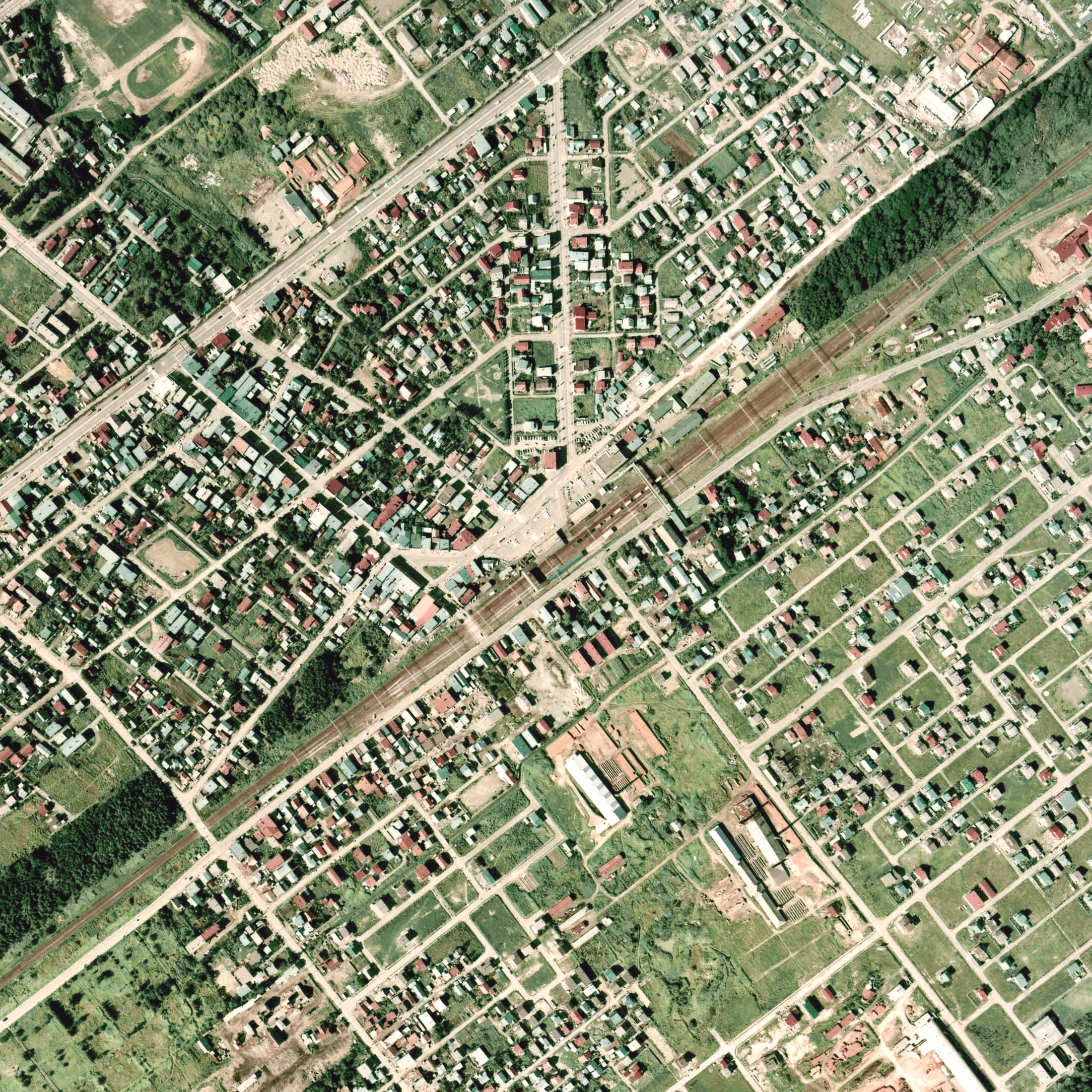
Luftansicht (1976)

Die staatliche Bahngesellschaft Horonai Tetsudō eröffnete am 13. November 1882 die Strecke zwischen Sapporo und Iwamizawa. Da die Gegend noch dünn besiedelt war und der Kohlentransport Priorität hatte, kam erst am 3. November 1889 ein Bedarfshalt hinzu. Einige Wochen später, am 11. Dezember 1889, wurde die Horonai Tetsudō von der privaten Hokkaidō Tankō Tetsudō übernommen. Die neue Besitzerin richtete daraufhin einen permanenten Bahnhof ein. Nach der erneuten Verstaatlichung war ab 1. Oktober 1906 das Eisenbahnamt (das spätere Eisenbahnministerium) zuständig. Am 3. November 1930 eröffnete die private Yūbari Tetsudō den westlichen Teil der Yūbari-Bahnlinie von Nopporo nach Kuriyama.
Die Yūbari-Bahnlinie wurde am 1. April 1974 für den Personenverkehr stillgelegt, am 1. April 1975 auch für den Güterverkehr. Aus Kostengründen stellte die Japanische Staatsbahn am 14. März 1985 den Güterumschlag und die Gepäckaufgabe ein. Im Rahmen der Staatsbahnprivatisierung ging der Bahnhof am 1. April 1987 in den Besitz der neuen Gesellschaft JR Hokkaido über. 2006 begann die Verlegung der Hakodate-Hauptlinie innerhalb der Stadt Ebetsu auf einen Viadukt, um zahlreiche höhengleiche Bahnübergänge aufzuheben. Den bisherigen ebenerdigen Bahnhof mit fünf Gleisen brach man deshalb ab. Während der fünfjährigen Bauzeit gab es zwei kleine temporäre Empfangsgebäude. Das neue Bauwerk wurde am 23. Oktober 2011 eingeweiht.